# Йожеф Дармос
Йожеф Дармос (угор. Jozsef Darmos; 1 липня 1985, Кішкунмайша) — угорський професійний боксер, призер чемпіонатів Європи серед аматорів.

## Боксерська кар'єра
- На чемпіонаті світу 2005 переміг двох суперників, а у чвертьфіналі програв Олександру Алексєєву (Росія).
- На чемпіонаті Європи 2006 переміг двох суперників, а у чвертьфіналі програв Денису Пояцика (Україна).
- На чемпіонаті світу 2007 здобув три перемоги, а у чвертьфіналі програв Юйшань Ніцзяті (Китай) і не потрапив на Олімпійські ігри 2008.
- На чемпіонаті Європи 2008 завоював бронзову медаль.
  - В 1/16 фіналу переміг Даміра Бельо (Боснія) — 10-2
  - В 1/8 фіналу переміг Ельчина Алізаде (Азербайджан) — 9-3
  - У чвертьфіналі переміг Дурмуса Кекліка (Австрія) — 5-2
  - У півфіналі програв Цолаку Ананікян (Вірменія) — 4-5
- На чемпіонаті світу 2009 програв у другому бою.
- На чемпіонаті Європи 2010 завоював бронзову медаль.
  - В 1/8 фіналу переміг Воррена Бейстера (Англія) — 12-3
  - У чвертьфіналі переміг Бахрама Музаффера (Туреччина) — 9-5
  - У півфіналі програв Тервелу Пулеву (Болгарія) — AB 2.
- На чемпіонаті Європи 2011 програв у першому бою.
- На чемпіонаті світу 2011 програв у другому бою і не потрапив на Олімпійські ігри 2012.
- На чемпіонаті Європи 2013 програв у першому бою.
- Впродовж 2015—2021 років Йожеф Дармос провів 21 бій на професійному рингу.